# Культурный канон Дании
Культурный канон Дании (дат. Kulturkanonen) — список из 108 произведений искусства, официально признанных неотъемлемой частью культурных ценностей Дании и представляющих важное значение для датской культуры.
Создание «культурного канона» было предложено датским министром культуры Брианом Миккельсеном (Brian Mikkelsen) осенью 2004 года. Под эгидой министерства культуры было создано семь выборных комиссий из 35 человек. Главой проекта был назначен профессор Йорн Лунд (Jørn Lund). В апреле 2005 года началась работа по выбору наиболее важных произведений датского искусства. Произведения выбирались в следующих категориях: архитектура, дизайн, живопись, театр, литература, кино и музыка. Кроме того был выработан отдельный «Культурный канон», посвящённый искусству для детей. Окончательный список, созданный комиссиями, был опубликован 24 января 2006 года.
Процесс выбора «Культурного канона» подвергался разносторонней критике, различными датскими организациями были предложены альтернативные списки важнейших произведений датской культуры.
Основным критерием включения произведений в список было их большое значение для датской культуры. Так в канон попали:
- Сиднейский оперный театр, построенный в Австралии датским архитектором;
- алтарь Бордесхольм, сделанный в Дании, но находящийся сейчас в Шлезвиге на территории Германии;
- драккар викингов «Skuldelev 2», построенный в Ирландии, но найденный в датском фьорде;
- «Флора Даника» — изначально датский, а впоследствии общескандинавский труд.

## Архитектура
| Русское название           | Оригинальное название | Местонахождение                            | Время постройки           | Архитектор                   | Изображение |
| -------------------------- | --------------------- | ------------------------------------------ | ------------------------- | ---------------------------- | ----------- |
| Церковь Ховер              | Hover Kirke           | Приход Ховер, Центральная Ютландия         | XII век                   | неизвестен                   |             |
| Замок Глоруп               | Glorup herregård      | Приход Свиннинге, Нюборг, Фюн, Южная Дания | XV век, перестроен в 1765 | Н.-Х. Жарден                 |             |
| Квартал Фредерикстад       | Frederiksstaden       | Копенгаген                                 | 1749                      | Николай Эйтвед               |             |
| Собор Пресвятой Богородицы | Vor Frue Kirke        | Копенгаген                                 | 1811—29                   | К. Ф. Хансен                 |             |
| Дюрехауен                  | Dyrehaven             | Клампенборг, Зеландия                      | 1846                      | Рудольф Ротхе                |             |
| Брумлебю                   | Brumleby              | Эстербро, Копенгаген                       | 1854—56                   | М. Г. Биннесбёлль и В. Кляйн |             |
| Кладбище Мариебьерг        | Mariebjerg Kirkegård  | Гентофте, Зеландия                         | 1925—35                   | Г. Н. Брантт                 |             |
| Университет Орхуса         | Aarhus Universitet    | Орхус                                      | 1931                      | Кай Фискер и др.             |             |
| Ратуша Орхуса              | Århus Rådhus          | Орхус                                      | 1937—42                   | Арне Якобсен и Эрик Мёллер   |             |
| «Фингерплан»               | Fingerplanen          | Копенгаген                                 | 1947                      | Петер Бредсдорфф             |             |
| Сиднейский оперный театр   | Sydney Opera House    | Сидней                                     | 1957                      | Йорн Утзон                   |             |
| Мост через Большой Бельт   | Storebæltsbroen       | Зеландия и Фюн                             | 1991—98                   | Ханс Диссинг и Отто Вейтлинг |             |

## Изобразительное искусство
| Русское название                                            | Оригинальное название                                                  | Местонахождение                            | Время создания    | Автор                | Изображение |
| ----------------------------------------------------------- | ---------------------------------------------------------------------- | ------------------------------------------ | ----------------- | -------------------- | ----------- |
| Солнечная повозка                                           | Solvognen                                                              | Национальный музей Дании                   | ок. 1300 до н. э. | неизвестен           |             |
| «Воскрешение»                                               | Opstandelsen                                                           | Церковь Ундлёсе, Зеландия                  | ок. 1440          | Unionsmesteren       |             |
| Алтарь Бордесхольм                                          | Bordesholmalteret                                                      | Кафедральный собор Шлезвига                | 1521              | Ханс Брюггеман       |             |
| Конная статуя Фредерика V (дат.)                            | Rytterstatuen af Frederik V                                            | Амалиенборг, Копенгаген                    | 1771              | Ж. Сали              |             |
| «Язон с золотым руном»                                      | Jason med det gyldne skind                                             | Музей Торвальдсена, Копенгаген             | 1828              | Б. Торвальдсен       |             |
| «Вид через три северо-западные арки третьего яруса Колизея» | Udsigt gennem tre af de nordvestlige buer i Colosseums tredje stokværk | Государственный музей искусств, Копенгаген | 1813—16           | К. В. Эккерсберг     |             |
| «Осеннее утро у Сортедамссё»                                | Efterårsmorgen ved Sortedamssøen                                       | Новая глиптотека Карлсберга, Копенгаген    | 1838              | Кристен Кёбке        |             |
| «Танец комков пыли в лучах солнца»                          | Støvkornenes dans i solstrålerne                                       | Ордрупгор, Шарлоттенлунн, Зеландия         | 1900              | Вильгельм Хаммерсхёй |             |
| «Летний день у Роскилле-фьорда»                             | Sommerdag ved Roskilde Fjord                                           | Музей искусств Раннерса                    | 1900              | Л. А. Ринг           |             |
| «Большой рельеф»                                            | Det Store Relief                                                       | Музей Виллумсена                           | 1923—28           | Й. Ф. Виллумсен      |             |
| «Стоящая женщина»                                           | Stående Kvinde                                                         | Музей искусств Гётеборга                   | 1937—43           | Астрид Ноак          |             |
| «Сталинград»                                                | Stalingrad                                                             | Музей искусств Силькеборга                 | 1957—72           | Асгер Йорн           |             |

## Дизайн
| Русское название                                       | Оригинальное название                                  | Создатель                                              | Время создания | Изображение |
| ------------------------------------------------------ | ------------------------------------------------------ | ------------------------------------------------------ | -------------- | ----------- |
| Драккар викингов «Skuldelev 2»                         | Skuldelev 2                                            | неизвестен                                             | ок. 1042       |             |
| Флора Даника                                           | Flora Danica                                           | несколько авторов                                      | 1752—1803      |             |
| Творчество Торвальда Биннесбёлля (Thorvald Bindesbøll) | Творчество Торвальда Биннесбёлля (Thorvald Bindesbøll) | Творчество Торвальда Биннесбёлля (Thorvald Bindesbøll) | 1846—1908      |             |
| Творчество Кнуда В. Энгельхардта (Knud V. Engelhardt)  | Творчество Кнуда В. Энгельхардта (Knud V. Engelhardt)  | Творчество Кнуда В. Энгельхардта (Knud V. Engelhardt)  | 1882—1931      |             |
| творчество Марие Гудме Лет (Marie Gudme Leth)          | творчество Марие Гудме Лет (Marie Gudme Leth)          | творчество Марие Гудме Лет (Marie Gudme Leth)          | 1895—1997      |             |
| Лампы ПХ                                               | PH’s skærmsystem                                       | Пол Хеннингсен                                         | с 1925         |             |
| Чайный сервиз Гертруды Васегор                         | Testel                                                 | Гертруда Васегор                                       | 1956           |             |
| Экспериментальная мельница Гедсер                      | Gedser forsøgsmølle                                    | Йоханнес Йуул                                          | 1957           |             |
| Стул Пантона                                           | Pantonstolen                                           | Вернер Пантон                                          | 1960           |             |
| Стул из полиэфира                                      | Stol af opskummet polymer                              | Гуннар Огор Андерсен                                   | 1964           |             |
| Колесо Кеви                                            | Kevihjulet                                             | Йорген Расмуссен                                       | 1965           |             |
| Фасадная система                                       | Facadesystem                                           | Fiberline Composites                                   | 2006           |             |

## Кино
| Русское название          | Оригинальное название  | Режиссёр                              | Время создания |
| ------------------------- | ---------------------- | ------------------------------------- | -------------- |
| Почитай жену свою         | Du skal ære din hustru | Карл Теодор Дрейер                    | 1925           |
| День гнева                | Vredens dag            | Карл Теодор Дрейер                    | 1943           |
| Дитте — дитя человеческое | Ditte Menneskebarn     | Бьярне Хеннинг-Енсен                  | 1946           |
| Солдат и Енни             | Soldaten og Jenny      | Йохан Якобсен                         | 1947           |
| Голод                     | Sult                   | Хеннинг Карлсен                       | 1966           |
| Ванная Бенни              | Bennys Badekar         | Янник Хаструп и Флемминг Квист Меллер | 1971           |
| Матадор                   | Matador                | Эрик Баллинг                          | 1978—82        |
| Древо познания            | Kundskabens Træ        | Нильс Мальмрос                        | 1981           |
| Празднество Бабетты       | Babettes gæstebud      | Габриэль Аксель                       | 1987           |
| Пелле-завоеватель         | Pelle Erobreren        | Билле Аугуст                          | 1987           |
| Торжество                 | Festen                 | Томас Винтерберг                      | 1998           |
| Идиоты                    | Idioterne              | Ларс фон Триер                        | 1998           |

## Музыка

### Академическая музыка
| Русское название                                                           | Оригинальное название                                             | Автор                                                       | Время создания   |
| -------------------------------------------------------------------------- | ----------------------------------------------------------------- | ----------------------------------------------------------- | ---------------- |
| Опера «Хольгер Датский»                                                    | Holger Danske                                                     | Ф. Л. Э. Кунцен                                             | 1789             |
| Восемь утренних и семь вечерних песен                                      | Otte Morgensange og Syv Aftensange                                | К. Э. Ф. Вайсе                                              | 1837—38          |
| Три галопа: «Телеграф», «Шампанское», «Пар копенгагенской железной дороги» | Telegraph-Galop, Champagne-Galop, Kjöbenhavns Jernbane-Damp-Galop | Х. К. Лумбю                                                 | 1844, 1845, 1847 |
| Кантата «Дочь короля эльфов»                                               | Elverskud                                                         | Н. В. Гаде                                                  | 1854             |
| «Прорицание Вёльвы»                                                        | Vølvens spaadom                                                   | Й. П. Э. Хартман                                            | 1872             |
| Опера «Король и маршал»                                                    | Drot og Marsk                                                     | П. А. Хейсе                                                 | 1878             |
| Опера «Маскарад»                                                           | Maskarade                                                         | Карл Нильсен                                                | 1906             |
| 4-я симфония «Неудержимая»                                                 | Det Uudslukkelige                                                 | Карл Нильсен                                                | 1916             |
| Опера «Антихрист»                                                          | Antikrist                                                         | Руд Ланггор                                                 | 1923             |
| Симфония № 3                                                               | Symfoni nr. 3                                                     | Пер Нёргор                                                  | 1976             |
| Симфония-Антифония                                                         | Symfoni-Antifoni                                                  | Пелле Гудмундсен-Хольмгреен                                 | 1978             |
| Антология песен (Højskolesange):                                           |                                                                   |                                                             |                  |
| • На святой день с радостью мы смотрим                                     | Den signede dag med fryd vi ser                                   | К. Э. Ф. Вайсе, слова: Н. Ф. С. Грундтвиг                   | 1826             |
| • Это было в субботу вечером                                               | Det var en lørdag aften                                           | музыка народная, слова народные, обработка Свена Грундтвига | 1849             |
| • Чудесное и радостное лето                                                | En yndig og frydefuld sommertid                                   | музыка народная, слова народные из сборника А. П. Берггрена | 1869             |
| • Мы сыны равнин                                                           | Vi sletternes sønner                                              | Карл Нильсен, слова: Людвиг Хольштайн                       | 1906             |
| • Йенс, дорожный рабочий                                                   | Jens Vejmand                                                      | музыка: Карл Нильсен, слова: Йеппе Окьер                    | 1907             |
| • Здесь всё бело снаружи                                                   | Det er hvidt herude                                               | музыка: Томас Лауб, слова: Стен Стенсен Блихер              | 1914             |
| • Дания, засыпает твоя светлая ночь                                        | Danmark, nu blunder den lyse nat                                  | музыка: Олуф Ринг, слова: Тёгер Ларсен                      | 1922             |
| • В Дании я рождён                                                         | I Danmark er jeg født                                             | музыка: Поуль Скиербек, слова: Х. К. Андерсен               | 1926             |
| • Я вижу светлые буковые острова                                           | Jeg ser de bøgelyse øer                                           | музыка: Торвальд Огор, слова: Л. К. Нильсен                 | 1931             |
| • Ты дал нам цветы, осветившие нас                                         | Du gav os de blomster, som lyste imod os                          | музыка: Отто Мортенсен, слова: Хельге Роде                  | 1939             |
| • Сентябрьское небо такое голубое                                          | Septembers himmel er så blå                                       | музыка: Отто Мортенсен, слова: Алекс Гарфф                  | 1949             |
| • Мы любим нашу страну                                                     | Vi elsker vort land                                               | музыка: П. Э. Ланге-Мюллер, слова: Хольгер Драхман          | 1887             |

### Популярная музыка
| Русское название | Оригинальное название | Автор                           | Время создания |
| --- | --- | ------------------------------- | -------------- |
| 12 избранных песен: «Musens sang», «Den allersidste dans», «Pige træd varsomt», «Å hvor jeg, ih, hvor jeg, uh hvor jeg vil», «I dit korte liv», «Man binder os på mund og hånd», «Alle går rundt og forelsker sig», «Gå ud og gå en tur», «Glemmer du», «Titte til hinanden», «Drømmeland», «Gå med i lunden». | 12 избранных песен: «Musens sang», «Den allersidste dans», «Pige træd varsomt», «Å hvor jeg, ih, hvor jeg, uh hvor jeg vil», «I dit korte liv», «Man binder os på mund og hånd», «Alle går rundt og forelsker sig», «Gå ud og gå en tur», «Glemmer du», «Titte til hinanden», «Drømmeland», «Gå med i lunden». | Кай Норманн Андерсен            | 1925—59        |
| Датский джаз золотого века | Dansk Guldalderjazz Vol. 1-4 |                                 | 1940—49        |
| Дикая роза | The Savage Rose | The Savage Rose                 | 1968           |
| Пожалуйста | Værsgo | Ким Ларсен                      | 1973           |
| Песни Сванте | Svantes Viser | Бенни Андерсен и Пол Диссинг    | 1973           |
| Live Sådan | Live Sådan | Gasolin'                        | 1976           |
| Супертанкер / Супермысли | Supertanker | Kliché                          | 1980           |
| Tidens Tern | Tidens Tern | К. В. Йоргенсен                 | 1980           |
| Stjerne Til Støv | Stjerne Til Støv | Себастиан                       | 1981           |
| Аура | Aura | Палле Миккельборг и Майлз Дэвис | 1984—85        |
| Почти счастлив | Nærmest lykkelig | tv·2                            | 1988           |
| 12 избранных песен «Evergreens»: «Solitudevej», «Er du dus med himlens fugle», «Heksedans», «To lys på et bord», «Dansevise», «Duerne flyver», «Så længe jeg lever», «Smuk og dejlig», «Under Bøgen», «Danmark», «Danse i måneskin», «Kald det kærlighed»                                                      | |                                 |                |

## Театр
| Русское название                    | Оригинальное название           | Автор                                 | Время создания |
| ----------------------------------- | ------------------------------- | ------------------------------------- | -------------- |
| Йеппе с горы                        | Jeppe på Bjerget                | Людвиг Хольберг                       | 1772           |
| Аладдин                             | Aladdin                         | Адам Эленшлегер                       | 1805           |
| Сильфида                            | Sylfiden                        | Август Бурнонвиль, Х. С. Лёвенскьольд | 1836           |
| В четырёх стенах                    | Indenfor Murene                 | Хенри Натансен                        | 1912           |
| Слово                               | Ordet                           | Кай Мунк                              | 1932           |
| Анна Софи Хедвиг                    | Anna Sophie Hedvig              | Кьелль Абелль                         | 1939           |
| 4 представления:                    |                                 |                                       |                |
| • Нам связывают руки и затыкают рот | Man binder os på Mund og Haand  | Лива Уил                              | 1940           |
| • Школьные товарищи                 | Skolekammerater                 | Kellerdirk Bros                       | 1956           |
| • Письмо Булганину                  | Brevet til Bulganin             | Освальд Хельмут                       | 1957           |
| • Палец                             | Fingernummeret                  | Дирх Пассер                           | 1974           |
| Этюды                               | Etudes                          | Харальд Ландер, Кнудаге Риисагер      | 1948           |
| Урок                                | Enetime                         | Флемминг Флиннт, Жорж Делерю          | 1963           |
| Армия деда Мороза                   | Julemandshæren                  | Solvognen                             | 1974           |
| Чёрное солнце live, Карлтон и Вурст | Sort Sol live, Carlton og Wurst | Sort Sol                              | 1986—87        |
| Майонез                             | Majonæse                        | Йесс Эрнсбо                           | 1988           |

## Детский канон
| Русское название              | Оригинальное название          | Автор                                | Время создания |
| ----------------------------- | ------------------------------ | ------------------------------------ | -------------- |
| Строительная игровая площадка | Byggelegeplads                 | К. Т. Сёренсен                       | 1931           |
| «Малыши поют»                 | De små synger                  | Гуннар Нюборг-Енсен                  | 1948           |
| «Палле один на свете»         | Palle alene i Verden           | Астрид Хеннинг-Енсен                 | 1949           |
| «Дональд Дак и золотой шлем»  | Anders And og den gyldne hjelm | Карл Баркс                           | 1954           |
| Высокий детский стул          | Høj stol                       | Нанна Дитцель                        | 1955           |
| Кубики LEGO                   | Legoklodsen                    | Готфрид Кирк Кристиансен             | 1958           |
| «Силас и Вороной»             | Silas og den sorte hoppe       | Сесиль Бёдкер                        | 1967           |
| Букварь Хальфдана             | Halfdans ABC                   | Хальфдан Расмуссен и Иб Спанг Ольсен | 1967           |
| Кай и Андреа                  | Kaj og Andrea                  | Катрине Хаух-Фаусбёлль               | с 1971         |
| Доброе воскресное утро        | Go' Sønda' Morn'               | Анне Линнет                          | 1980           |
| Резиновый Тарзан              | Gummi-Tarzan                   | Сёрен Краг-Якобсен                   | 1981           |
| «Щелкунчик»                   | Nøddeknækkeren                 | Стеен Кёрнер                         | 2003           |